# Izan Almansa
Izan Almansa Pérez (* 7. Juni 2005 in Murcia) ist ein spanischer Basketballspieler.

## Werdegang
Almansa ist der Sohn einer spanischen Mutter und des US-Amerikaners Steve Horton, der als Berufsbasketballspieler in Spanien beschäftigt war. Im Alter von neun Jahren entdeckte er den Basketballsport für sich, nachdem er zuvor Fußball ausgeübt hatte.
Er wurde zunächst in der Nachwuchsabteilung des Vereins UCAM Murcia ausgebildet, 2019 wechselte er in die Jugend des Großklubs Real Madrid. 2020/21 bestritt er drei Spiele für Reals zweite Herrenmannschaft in der vierthöchsten spanischen Spielklasse.
2021 ging Almansa in die Vereinigten Staaten und spielte im Heimatland seines Vaters zunächst jeweils ein Jahr für Mannschaften der Jugendleistungsliga Overtime Elite. Ende Juni 2023 unterzeichnete der Spanier im selben Land einen Vertrag bei der Mannschaft NBA G League Ignite.
Almansa wechselte zur Saison 2024/25 zu den Perth Wildcats nach Australien und wurde in ein Förderprogramm für junge Spieler aufgenommen, das sie in der ozeanischen Liga NBL auf den Sprung in die nordamerikanische NBA vorbereiten soll. Für Perth erzielte Almansa im Durchschnitt 6,8 Punkte je Begegnung.
Im August 2025 kehrte Almansa zu Real Madrid zurück.

### Nationalmannschaft
Bei der U17-Weltmeisterschaft 2022 gewann Almansa mit Spanien die Silbermedaille und wurde als bester Spieler des Turniers ausgezeichnet. Im selben Jahr gewann er den Europameistertitel in der Altersklasse U18, auch bei dem EM-Turnier erhielt er den Preis als bester Spieler.